# Рудина (Бургаська область)
Ру́дина (болг. Рудина) — село в Бургаській області Болгарії. Входить до складу общини Руєн.

## Населення
За даними перепису населення 2011 року у селі проживали 239 осіб.
Національний склад населення села:
| Національність   | Кількість осіб | Відсоток |
| ---------------- | -------------- | -------- |
| турки            | 35             | 89,7%    |
| болгари          | 4              | 10,3%    |
| цигани           | 0              | 0%       |
| інша             | 0              | 0%       |
| не визначились   | 0              | 0%       |
| Всього відповіли | 39             |          |

Розподіл населення за віком у 2011 році:
Динаміка населення: